# 第二次嘉義圍城戰
第二次嘉義圍城戰，是戴潮春事件系列戰役之一，同治元年（1862年）農曆九月至同治二年（1863年）二月十五日，天地會紅軍包圍嘉義縣城內的官民軍，雙方長期僵持，直到清廷遣調署福建水師提督吳鴻源率軍來臺，天地會紅軍棄堵嘉義縣城，北返彰化縣城才告終。

## 前哨戰
同治元年（1862年）春，戴潮春及天地會眾在大墩一帶搶糧倡亂，並攻佔彰化縣城之後，彰化縣南鄰的嘉義縣亦不少股首、地主響應天地會，高舉紅旗，自農曆三月間群起叛亂清廷。嘉義縣城為清廷台灣府郡城的前線，戰略地位重要，斷不可失，三月下旬立即遣派安平水師協副將王國忠據守，三月廿八日抵達嘉義縣城，在府城至嘉義縣城的路程中，不時遭到紅軍的襲擊。嘉義縣城自同治元年（1862年）三月底，迄於同年六月初八之間，直到台灣鎮總兵林向榮率軍來援，才排解第一次嘉義圍城之危。

### 清軍兵敗斗六門
林向榮進駐嘉義縣城後，原本想比照福寧鎮總兵曾玉明（前台灣北路協副將）在鹿港以勸降反叛村莊的策略，根基立穩之後再北上奪回彰化縣城，但遭到鎮守府城的台灣道道台洪毓琛屢屢催促，不得已於七月間偕同王國忠北上進軍。林向榮與王國忠甫離開嘉義縣城，進駐斗六門屯兵，彰化縣、嘉義縣一帶原本投降的股首、村莊再度叛變，紅軍股首陳弄、嚴辦、許豐年、劉阿屘等率領團勇包圍斗六門，並截斷府城至斗六門的糧道，雙方幾經激戰，清軍台灣鎮總兵林向榮、台灣水師協副將王國忠等三十餘名軍官，皆於九月間命喪斗六門戰役，清軍損失慘重。

## 過程
同治元年（1862年）九月十七日，天地會擊敗清軍、奪下斗六門，天地會首領之一戴潮春盤算乘勝南下出擊，軍師劉仔屘曾提出捨棄嘉義城、直取台灣府城的戰略建議，他主張「斗六既然陷落，各處無不戰戰兢兢，這時應挾其精銳，直搗郡城（台灣府城），郡城必然聞風投降。郡城若投降，嘉義城不攻自破。今日若全力進攻嘉義這座小城，嘉義城不但堅固裡面的人又團結，急攻反而不利。」不過戴潮春並沒有採納劉仔屘的建議，依然選擇攻取嘉義縣城。

### 嘉義圍城戰線

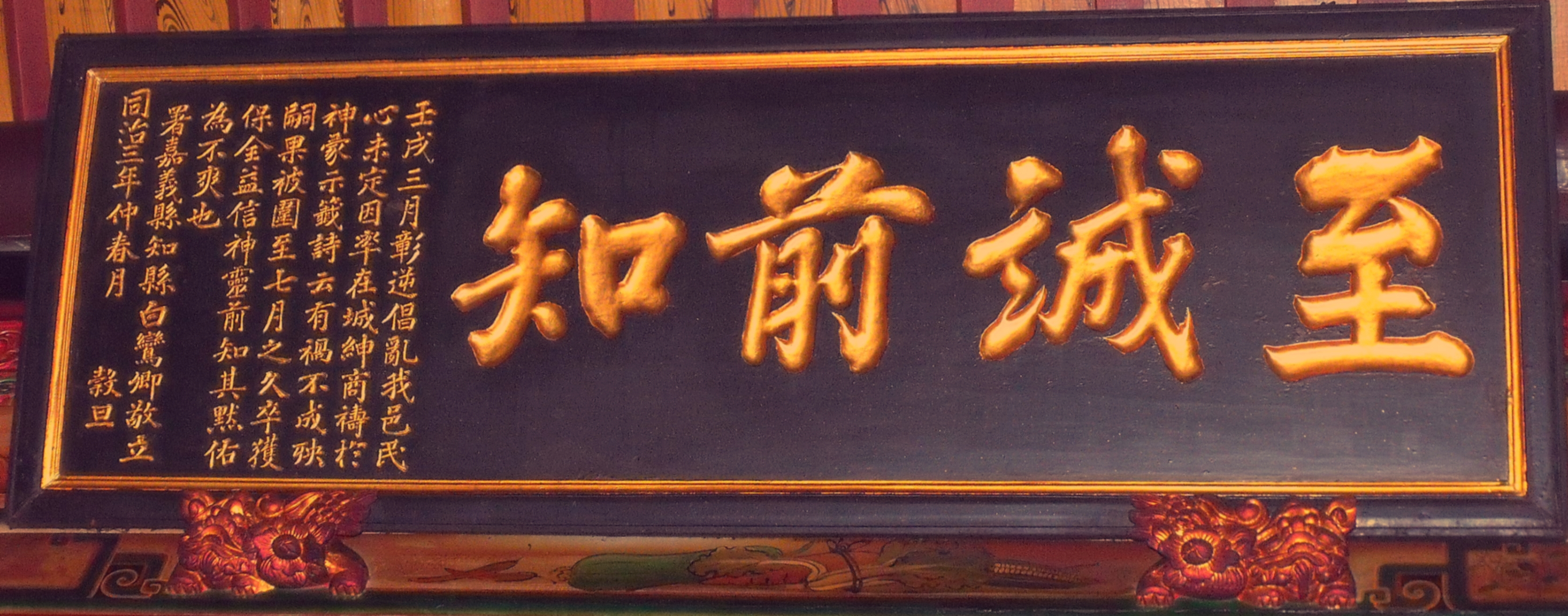
嘉義城隍廟典藏之「至誠前知匾」；為感謝城隍爺安定人心、齊心守城抗敵之故，由同治三年（1864年）時任署嘉義縣知縣白鸞卿敬獻。

台灣道道台洪毓琛接獲斗六門失陷消息，當即遣派姚僮北上嘉義縣，姚僮（候補未入流）總共率南路粵勇（應是廣東籍客家人）500 名，以及屯丁 500 名，協助署嘉義知縣白鸞卿以及參將湯得陞戍守嘉義縣城。
柳仔林庄首領黃豬羔（今嘉義縣水上鄉），原本歸附天地會，在六月份時，因台灣鎮總兵林向榮馳援嘉義故，一度投降官軍，但林向榮九月間戰死之後，黃豬羔再度叛變，聯合小埔心陳弄（今彰化縣埤頭鄉）、牛朝山嚴辦（今嘉義縣民雄鄉）、大崙庄呂仔梓、涑東堡廖有譽、西螺廖談、洪花等各地股首包圍嘉義縣城，並又聯絡北路反抗軍勢力，如水師寮何守、茄投庄陳鮄（皆今台中市龍井區）助陣。
天地會紅軍為攻破嘉義縣城，破壞大量民居，建築土圍包圍縣城，並數十步設立一砲台與高樓，觀瞰城中動靜，紅軍嚴辦、廖談、洪花等的妻妾亦披掛上陣，參與前線督戰。嘉義縣內鄉紳王朝輔、貢生陳熙年以及總理蔡鵬飛等籌設聯義局，徵抽市厘，調派民兵輪流守城。
嘉義縣城自九月被圍，守將湯得陞晝夜督戰，勉勵軍士，城內富紳亦慷慨解囊，許山（許安邦）以龍眼核杵粉和米麥混食，資助軍民糧餉。期間但凡紅軍發動進攻，架雲梯登牆，被官兵以巨石砸之、攀土堡牆緣登者，則被官兵利矛刺死；後又從彰化縣城林日成處調藤牌兵來進攻嘉義縣城，官兵則以糖煮由，潑灑城垣，驅趕燒之，總計持續六個月之久。

### 土庫、鹽水港戰線
在圍攻嘉義縣城期間，嘉義城周遭村莊也發生零星戰役，紅軍大股首陳弄、嚴辦便偕同天地會黃丕建於九月間進攻土庫，多次被土庫領有五品銜的義首陳澄清擊退。而鹽水港離台灣府城五十里，備受紅軍覬覦，發動攻擊，但鹽水港街因民居稠密，四面築有壕溝，分四門出入，街中富者不乏出資禦敵。土庫陳澄清與鹽水港舖戶、埔姜崙劉豐慶，附近數十庄皆約為同盟，相互救援，天地會久攻不克。

### 吳鴻源馳援戰線

1930年臺南州行政區劃圖。（含括今雲林縣、嘉義縣、台南市，清代古地名可供參考）

同治元年（1862年）十二月，署福建水師提督吳鴻源（泉州同安人）率領 3000 兵勇抵達台灣府城。同治二月（1863年）正月初十日，吳鴻源進軍鹽水港，號令嚴肅。由於吳鴻源 3000 名援軍中，有 1600 名自金門、廈門、海壇等地徵召，1500 名自同安招募，又有 880 名水勇隨行，於是台灣道道台洪毓琛認為吳帥援軍全屬「客軍」（外地兵），道路不熟，需有本地人做嚮導:851，復命台灣鎮本鎮游擊洪金升、左營游擊葉得茂選兵400，同知張啟煃、鹽大使秦恩培，另募民勇 1000 為前導會師。
鹿仔草庄陳氏納款自請為嚮導，軍中隨員陳策明採信從之，遂於正月十五日，以葉得茂為先鋒，州銜施廷仁、守備徐榮生率千餘兵勇，進軍鹿仔草，行經梅子厝（今嘉義縣鹿草鄉）時，卻被埔心陳弄、南靖厝呂仔梓的反抗軍由後方包抄，連大崙、二重溝的紅軍亦紛紛參戰，游擊葉得茂、千總林茂生（金門人）戰死，官軍賴把總吳禎祥與徐榮生據險以守，收合敗軍之勢安然撤退。
吳鴻源出師不利，同時不少將士亦身染疾疫，總理柯得安鑒於林向榮、吳鴻源兩次敗陣，便建請吳鴻源設壇慰勞軍魂，吳鴻源採納此議，並親自赴現場致祭，撫慰軍心。嗣後，吳鴻源遣派海壇游擊吳邦基（同安人）、金門游擊李懋德（同安人）鎮守後壁寮。
二月十二日，清軍攻破上樹頭庄、馬稠仔後莊，斬殺紅軍八十餘。吳鴻源移師下茄苳（今台南市後壁區），聯絡吳邦基虛立旗幟，立疑兵之計，又派洪金升進駐白沙墩（今後壁區），通判楊興邦、州同知張啟煃則至水堀頭（今麻豆區），構成犄角之勢。吳鴻源又飭令降將吳志高為嚮導（店仔口豪族，又名吳墻），親率游擊周逢時、守備蘇吉良進發，復令金廈精兵攻後寮仔，擒獲紅軍先鋒 18 名。
紅軍王祿拔、臭頭缽據守馬稠後庄，與官軍對峙，寄信至小埔心首領陳弄處，請求援兵。陳弄書記陳吉生，嘉義大腳腿人，原為林向榮軍中稿識，林向榮在斗六門之役陣亡之後，陳弄愛惜陳吉生之才，並以同姓宗親為由，延攬陳吉生為軍中書記。陳吉生接獲王祿拔求援書信，透過降兵蔡某，矯報彰化縣城已失予陳弄，陳弄欲調軍北上馳援，又吩咐陳吉生回信，將約三更之時，承諾將會派兵救援王祿拔；但陳吉生擅改其信，回信曰：「彰化已失，令各營三更盡撤。」王祿拔接信，只得隨同撤軍。是夜，吳鴻源率同吳志高部隊，由店仔口直奔嘉義縣城下，嘉義城內軍隊亦開門出擊，天地會紅軍面臨夾攻，匆促縱火逃遁。
同治二年（1863年）二月十五日，天地會戴老見（應為戴潮春之叔）率降番 200 餘名應戰官軍，但番勇見大勢已去，擒下戴老見後求降，戴老見被清軍所殺，嘉義城圍乃解。

## 後續
- 嘉義縣城解圍戰役中，民軍首領林義、總理林維銘、林大約、林榮貴等皆不幸陣亡，鄉勇死者 44 名。吳鴻源入城之後，皆親祭奠拜陣亡將士，奏旨請獎，後更起建祠廟，享春秋二祭。[3]

- 署福建水師提督吳鴻源二月十五日入主嘉義縣城之後，林向榮輕出陣亡的殷鑑不遠，不敢擅出，委守備蘇吉良、守備徐榮生出擊周圍聯外村庄，欲疏通道路再北上，以此為奪回彰化縣城萬全之策，其中蘇吉良在嘉義縣、彰化縣之交，發動三百餘場大小戰役，連破劉厝庄、小定厝、上塗溝、下塗溝等匪軍村莊，頗有所獲。吳鴻源卻仍遭受台灣道道台洪毓琛批評，來信多次催促吳鴻源應盡速攻取彰化縣城，雙方征戰方針不和，爭執之下，吳鴻源在同年六月間被清廷撤換，原「福建水師提督」一職則由前台灣北路協副將曾元福代為署理。[2][3][8]（細節可參見嘉義縣會戰）

## 其他

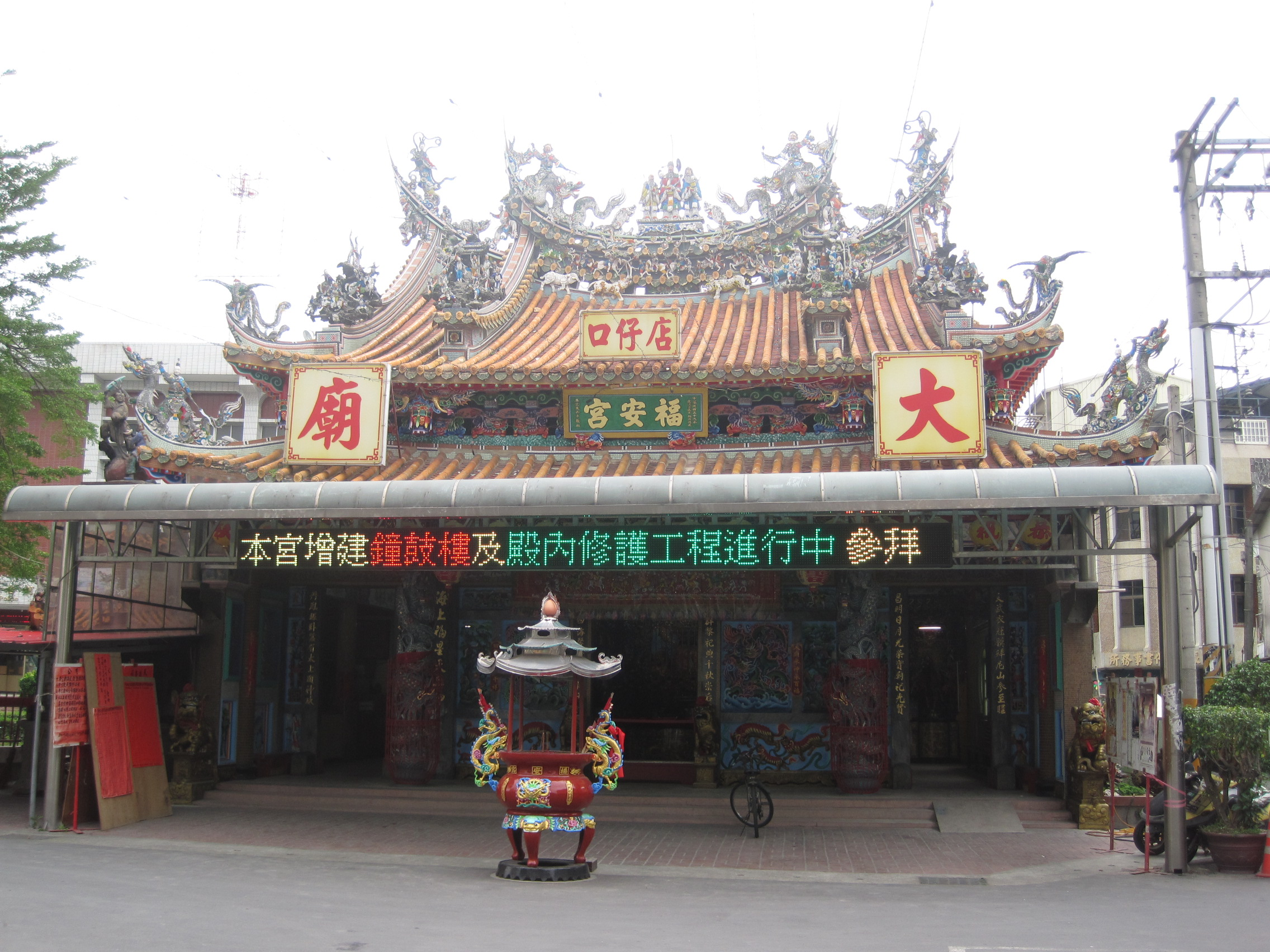
白河福安宮，位於今台南市白河區，此間廟宇所在地點古名「店仔口」。在戴潮春事件於嘉義縣戰線中，「店仔口」豪族吳志高在官軍以及天地會紅軍角力之中，扮演舉足輕重的角色，此區域為吳志高之根據地。

- 嘉義縣城第二次圍城期間，軍民糧餉幸賴富紳解囊，又是殷戶許山（許安邦）散盡家財，以所蓄桂圓按口分給，不少百姓只能掘草根、煮敗革（皮革）食用止飢，許山媳婦何氏亦出私財散給，收購仙草乾，熬凍以濟軍，苟延殘喘，艱辛萬分。嘉義城圍解之後，許山身染足疾，至於脫體，人人無不感念許山忠義。[2]
- 陳弄陣中的陳吉生長期矯傳文書直到六月份才被揭穿，陳弄怒不可遏，處以極刑，以銅鐵燒烙之；陳弄妻亦以女鞋擊其頭，陳吉生始終未供出合謀，於六月二十日殉節而死。[3]
- 《戴施兩案記略》作者吳德功曾造訪「店仔口」聯合五十三庄大總理吳志高（吳墻）家，並對吳仔牆留下「身材五短，爾雅溫文，無武夫氣。」之評語印象。此吳志高在戴潮春起事初期原本依附天地會，後在第一次嘉義圍城戰期間，接受台灣鎮總兵林向榮招募，協助官兵運糧解圍，待至九月間林向榮斗六門戰役中兵敗，吳志高便於店仔口堅壁自守，天地會難以越池店仔口一步，在牽制天地會部隊上頗有功蹟。[4]
- 署福建水師提督吳鴻源下屬，時任守備的蘇吉良，在光緒朝清法戰事期間已升任「澎湖水師協」副將。[9]